# Petit Piton
Petit Piton es una localidad de Santa Lucía que forma parte del distrito de Soufrière.